# حسنارود
حسنارود، روستایی از توابع بخش نیاسر شهرستان کاشان در استان اصفهان ایران است. حسنارودروستایی در ۴۰ کیلومتری کاشان در جادع کاشان دلیجان قرار دارد.حسنارود یکی از بزرگترین و پرجمعیت ترین روستاهای بخش نیاسر میباشد.جمعیت ساکن این روستا تقریبا ۸۰۰ نفر و در تعطیلات به حدود ۲۰۰۰ نفر میرسد.
این روستا دارای مزرعه گلستانه می‌باشد که در این مزرعه انواع گل محمدی پرورش می‌یابد.
از این گل گلاب ناب و عطر و اسانس‌های گران‌قیمت حاصل می‌شود. حسنارود دارای تعدادی دشت است که از آن جمله می‌توان به گلستانه، گزآباد، چهارکلنگه و زیر قلعه اشاره کرد. مزرعه چنار در ۲ کیلومتری حسنارود را نیز می‌توان نام برد که در حال حاضر شبیه یک ده کوچک است و تعداد ی خانوار در آن زندگی می‌کنند. در شرق و غرب حسنارود دو کوه به نام‌های تجرکوه و کارد (در حاشیه گلستانه) قرار دارد.